# قاهر ۳۱۳

قاهر اف-۳۱۳، پهپاد ایرانی است که ابتدا طرحی ادعایی برای ساخت یک جنگنده نسل پنجم سبک با قابلیت پشتیبانی نزدیک بود که توسط سازمان صنایع هوایی نیروهای مسلح پیگیری می‌شد اما هدف این پروژه در دههٔ ۱۴۰۰ به تولید پهپاد تغییر کرد و در نمایشگاه هوایی کیش ۱۴۰۳ به‌عنوان به سفارش نیروی دریایی سپاه یاد شد. سرانجام در سال ۱۴۰۳ بر روی ناو پهپادبر شهید باقری رونمایی شد و پرواز کرد.
پروژه ساخت جنگنده قاهر پروژه‌ای برای ساخت نوعی هواپیمای جت جنگندهٔ تک‌سرنشین و پنهان‌کار در ایران بود که وزارت دفاع مدعی است همه مراحل طراحی و ساخت آن را دانشمندان و متخصصان ایرانی انجام دادند. اولین پیش‌نمونه یا ماکت آن در ۱۴ بهمن ۱۳۹۱ توسط رئیس‌جمهور پیشین ایران محمود احمدی‌نژاد رونمایی شد. این جت جنگنده در روز ۲۶ فروردین ۱۳۹۶ آزمایش‌های حرکت بر روی باند را انجام داد و در بهمن ماه همان سال انجام تست فست تاکسی (سرعت‌گیری در باند تا پرواز) توسط وزیر دفاع اعلام شد.
هیچ منبع مستقلی وضعیت ساخت این هواپیما یا پیشرفت در پروژه را تأیید نکرد، به‌طوری‌که برخی از تحلیل‌گران آن را یک شوخی و جعل خنده‌دار دانستند.

## نسخهٔ سرنشین‌دار
قاهر یک جنگندهٔ جت دوموتوره و تک‌سرنشینه با دو ورودی هوا در دو طرف کابین خلبان و دو خروجی است. طول قاهر تقریباً ۱۴ متر و فاصلهٔ دو نوک بال آن تقریباً ۸ متر تخمین زده می‌شود. این جنگنده دارای قابلیت نشست و برخاست با طول باند کوتاه و تعمیر و نگهداری آسان و سریع از دیگر ویژگی هواپیمای قاهر۳۱۳ می‌باشد. همچنین گفته شده است که این جنگنده ایرانی قادر است، ۴ موشک هوا به هوا کوتاه برد را در محفظه داخلی خود جای دهد. طبق اظهارات احمد وحیدی وزیر دفاع وقت ایران، این جنگنده دارای سطح مقطع راداری بسیار کم بوده و با تجهیزات پیشرفته ساخته شده و به سامانه‌های الکترواویونیک مجهز می‌باشد. به گفتهٔ وی این جنگنده قادر به حمل تسلیحات پیشرفتهٔ بومی بوده و از قدرت تهاجمی بالایی برخوردار است. وحیدی قابلیت نشست و پرواز با طول باند کوتاه، توانایی انجام عملیات پروازی در ارتفاع پست و تعمیر و نگهداری آسان و سریع را از دیگر ویژگی‌های این جنگنده برشمرد. هرچند برخی از کارشناسان بین‌المللی آن را شبیه به یک مدل آزمایشی دانسته‌اند؛ و طبق گفته وزیر دفاع در هفته دولت ۱۳۹۵ اعلام کرد نمونه اصلی ساخته شده و سپاه نیازمند و کاربر هواپیمای مورد نظر می‌باشد و تا اواخر سال آماده نصب موتور و تست اصلی هست و این هواپیما بیشتر نمونه پژوهشی است و در صورت سفارش تولید خواهد شد
توان عملیاتی قاهر۳۱۳ تاکنون هیچ پرواز رسمی نداشته و ضمن تردید دربارهٔ توانمندی‌های آن از جمله رادارگریزی هیچ‌گونه پرواز یا عملیاتی پرواز آزمایشی از آن گزارش نشده است.
مشخصات عمومی
- خدمه: ۱ افسر خلبان
- طول:  (۱۴ متر)
- پهنای بال: ۸ متر ()
- ارتفاع:  (۳٫۵ متر)

 عملکرد 

## نسخهٔ بی‌سرنشین
براساس گفته‌های سرتیپ افشین خواجه‌فرد، معاون وزیر دفاع، در برنامه تلویزیونی «صف اول»؛ در ابتدای طرح به نیروی کاربر جنگنده مراجعه نشد و این طرح جنبه «توسعه فناوری» را دنبال می‌کرد، اما پس از مراجعه به دو نیرو از نیروهای مسلح ایران، هواگرد قاهر قرار است در نقش «هواگرد بی‌سرنشین» ظاهر شود.این نسخه در ۶ فوریه ۲۰۲۵ در ناو پهپاد بر سرلشکر باقری به پرواز درآمد و رونمایی شد.

## انتقادها

### نظرات کارشناسان خارجی
یک منبع آمریکایی آن را یک مزاح و جعل خنده‌دار دانسته است. همچنین منابع خبری خارج از ایران احتمال اینکه این هواپیما توانایی‌های اعلام شده را نداشته باشد یا اینکه در مقیاس‌های کوچک‌تر آزمایشی ساخته شده باشد را مطرح می‌کنند. اما در ۲۶ فروردین ۱۳۹۶ جمهوری اسلامی ایران ویدئویی از این جنگنده و آزمایش‌های حرکت بر روی باند (تاکسی) را منتشر کرد.
امکان تحلیل دقیق مشخصات نمونه‌ای از این هواپیما که به معرض نمایش گذاشته شده وجود ندارد اما برخی از ویژگی‌های این طرح در مورد قابل پرواز بودن آن جای سؤال ایجاد می‌کنند. تصاویری از پرواز این هواپیما پخش شده که به گفته دیوید چنسیوتی بیشتر به پرواز کنترل از راه دور یک مدل هواپیما شباهت دارد تا پرواز یک جت جنگنده مدرن. دیو ماجومدار هم در پایان تحلیلی که از مشخصات این هواپیما ارائه داده با تردید بسیار حدس می‌زند که این هواپیما یک مدل آزمایشی باشد و به عنوان یک بستر آزمایشی ساخته شده است. سال‌ها پیش ایران یک ماکت از هواپیمای شفق را نیز به نمایش گذاشت اما هیچگاه به یک هواپیمای قابل پرواز تبدیل نشد.
دیوید چنسیوتی و رابرت جانسون در گزارشی در بیزنس اینسایدر نوشته‌اند که لبه‌های قاهر-۳۱۳ به لبه‌ها و زاویه‌های منحصر به فرد اف-۲۲ شباهت دارد و شکل دم‌های آن بیشتر شبیه به اف-۳۵ است. قاهر-۳۱۳ب دو کانارد بزرگ دارد که به نظر ثابت می‌رسند. ایران به ساخت ماکت‌ها و سیستم‌هایی که هیچگاه قرار نیست پرواز کنند معروف است اما اگر قاهر-۳۱۳ این‌گونه نباشد و یک پیش‌نمونهٔ واقعی باشد برای تأمین یک نیاز منحصربه‌فرد ایرانی ساخته شده است؛ از آنجا که برتری هوایی در مقابل حدود ۲۰۰ هواپیمای ناوگان پنجم نیروی دریایی آمریکا که در بحرین مستقر است برای ایران غیرممکن به نظر می‌رسد، اما با این حال ایرانی‌ها در مواجهه با آمریکا می‌توانند با موشک‌های بالستیک و کروز پایگاه و ناوهای آمریکا هدف قرار دهند، دست یافتن به برتری عددی در مقابل کشتی‌های آمریکایی با استفاده از قایق‌های کوچک تندرو و موشک‌های ضدکشتی آن‌ها است. اما این قایق‌ها به سرعت با یورش بالگردها و هواپیماهای آمریکایی روبرو خواهند شد و اکثر متخصصان جنگ دریایی معتقدند که بالگرد در جنگ با قایق به قدری برتری دارد که اصلاً نمی‌توان رویارویی آن‌ها را نبرد توصیف کرد اما اگر یک تهدید هوایی علیه بالگردها ایجاد شود و تمرکز آن‌ها را برهم زند اوضاع تغییر می‌کند. ایران با استفاده سامانه موشکی باور ۳۷۳ می‌تواند بالگرد و جنگنده‌های آمریکایی هدف قرار دهد، ایران همچنین در یک دههٔ اخیر تلاش کرده با طراحی سلسله‌ای از هواگردها این پروژهٔ نظامی را تکمیل کند. پروژه‌ای که ایران به سختی بر روی آن تمرکز کرده اما به ندرت به آن اشاره می‌کند. این هواگرد باید بتواند از قایق‌های تندرو کلاس بردستون در جنگ با ناوگان پنجم نیروی دریایی آمریکا پشتیبانی کند. ایران برای این منظور چند بالگرد سبک تهاجمی/شناسایی شاهد و بالگرد طوفان در اختیار دارد اما آن‌ها به خوبی مسلح نیستند و برد عملیاتی کافی هم ندارند، اما ایران در سال‌های اخیر تعداد و برد و قدرت عملیاتی آنها افزایش داده است، اما جت دیگر تولید داخلی ایران یعنی جنگنده صاعقه هم در مقابل توانایی‌های ناوگان جنگی آمریکا کاری از پیش نخواهد برد، اما شاید مدلی از قاهر بتواند نقطه ضعف قایق‌های بردستون را پوشش دهد.
به نوشتهٔ دیوید چنسیوتی کارشناس هوانوردی و خلبان پیشین نیروی هوایی ایتالیا قاهر-۳۱۳ از «آئرودینامیک غیرقابل قبول و زیبایی هالیوودی» برخوردار است و به طرز خنده‌آوری برای ایفای نقش یک جت جنگنده کوچک است. به گفتهٔ وی کابین خلبان بسیار ساده‌تر از کابین یک جنگنده پیشرفته است و به کابین هواپیماهای کوچک شخصی شباهت دارد. دماغهٔ هواپیما هم کوچکتر از آن است که بتوان راداری در آن قرار داد. ورودی‌های هوا بیش از اندازه کوچک هستند و هیچ نوع اگزوز خروجی برای قسمت موتور وجود ندارد و اگر از پس‌سوز موتور استفاده شود کل جت ذوب خواهد شد. وی هم معتقد است که قاهر-۳۱۳ در مجموع شبیه یک مدل آزمایشی بزرگ است.
دیوید ماجومبار در فلایت‌گلوبال نوشته که قاهر-۳۱۳ شباهت مبهمی با هواپیمای آزمایشی بوئینگ برد آو پری دارد که برای تست‌های پنهان‌کاری ساخته شده بود. اما برخلاف برد آو پری از طراحی منشوری استفاده می‌کند که یادآور اولین پروژه‌های هواپیماهای پنهان‌کار آمریکا مثل پیش‌نمونهٔ لاکهید هو بلو در دههٔ ۱۹۷۰ است که سپس به تولید اف-۱۱۷ نایت‌هاوک منجر شد. همچنین نوشت «با توجه به اندازهٔ بسیار کوچک هواگرد و تک‌موتوره بودن آن، قاهر-۳۱۳ احتمالاً از مدل مهندسی معکوس شدهٔ موتور توربوجت جنرال الکتریک جی۸۵ – موتور جنگنده اف-۵ – استفاده می‌کند.»
دیوید چنسیوتی نیز در گزارشی به نقل این ده ویژگی پرداخته و پاسخ داده که هیچ‌کدام از این ویژگی‌ها تغییری در مسائلی که او در مورد این هواپیمای عجیب و غریب اشاره کرده است ایجاد نمی‌کنند.
تال اینبار کارشناس هوانوردی اسرائیلی در گفتگو با معاریو قاهر-۳۱۳ را بیشتر شبیه به یک ماکت فایبرگلاس یا مقوایی توصیف کرده تا یک جنگنده رادارگریز چندمنظوره که رسانه‌های ایران آن را معرفی کرده‌اند. وی گفته: «این یک هواپیما نیست چون یک هواپیمای واقعی این‌گونه نیست». اما یک مهندس هوافضای دیگر که به‌طور ناشناس با تایمز اسرائیل گفتگو کرده گفته هر چند مشخص است که این هواپیما یک نمونهٔ قابل استفاده نیست اما طرح پیشرفتهٔ پنهان‌کاری به همراه مانورپذیری فوق‌العاده در آن به کار رفته و هرچند از توانایی بمباران برخوردار نیست اما پتانسیل این را دارد که به یک هواپیمای رهگیر تبدیل شود. به گفتهٔ وی ایران به یک رهگیر دفاعی با قدرت غافلگیری نیاز دارد و اندازه قاهر-۳۱۳ در حدی هست که بتواند موشک‌های هوابه‌هوای واقعی را حمل کند.
شبکهٔ خبری بی‌بی‌سی در گزارشی نوشته که به نظر می‌رسد این هواپیما یک کپی بی‌ارزش از اف ۲۲ رپتور و توانایی‌های آن باشد. روزنامهٔ اسرائیلی هاآرتص نیز طی گزارشی نوشت که فیلم نشان داده شده از پرواز هواپیما، مبهم و به نظر فقط یک پهپاد بود.

### پاسخ مسئولان وزارت دفاع
مجید بکایی جانشین وزیر دفاع ایران در پاسخ به ماکت بودن و عدم توانایی ساخت هواپیما در ایران، گفت: «وقتی جنگنده رونمایی شد دشمن ابتدا می‌گفت که ماکت و مقوا است و بعد تجزیه و تحلیل کردند و گفتند ایران آن را برای مقابله با بالگردها طراحی کرده است؛ زیرا نقاط قوت ما قایق‌های تندروست و دشمن برای مقابله با آن از بالگرد استفاده می‌کند و آن‌ها تحلیل کردند که این جنگنده با تکنولوژی گراند افکت قادر است در یکی دو متری سطح آب پرواز کند و بالگردهایشان را بزند…»

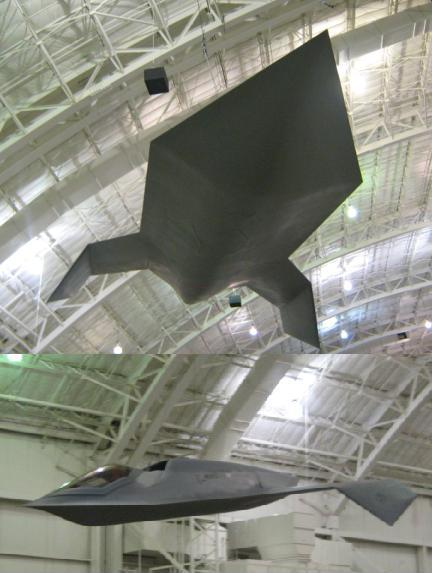
بوئینگ برد آو پری (Boeing Bird of Prey)

خبرگزاری مهر در پاسخ به تردیدهایی که در مورد ویژگی‌های غیرعادی این هواپیما مطرح شده و دلایلی که در مورد ناتوانی آن برای پرواز آورده شده، در گزارشی ده ویژگی برتر «قاهر» را برشمرده است. از جمله ویژگی‌های این هواپیما در این گزارش ذکر شده است می‌توان به این موارد اشاره کرد؛
1. از دو ورودی و مکنده هوا برای رساندن اکسیژن به موتور استفاده شده است؛ با توجه به زاویه غیر مستقیم ورودی هوا نسبت به موتور، بازتاب راداری آن کاهش یافته، و آن را زاویه‌دار ساخته‌اند تا بتواند انرژی موجی رادار را جذب کند، همانند آن چیزی که در اف۳۵ لایتنینگ۲ دیده می‌شود.
2. گازهای داغ خروجی موتور قبل از خروج با هوای خنک مخلوط می‌شوند، تا تأثیر گرمایی بر سطح هواپیما کاهش یابد.
3. از مواد جاذب-راداری در بدنه استفاده شده است، تا انرژی موجی را جذب و بازتاب راداری آن کاهش یابد.
4. با توجه به طول و ارتفاع کم ۱۶ و ۴ متری که برآورد شده است، هواپیما دارای دو محفظه با ظرفیت دو بمب ۲۰۰۰ پوندی، یا تعداد بیشتری موشک هوابه‌سطح، یا حداقل ۶ موشک هوابه‌هوا در رستهٔ آر-۷۷ یا پی‌ال-۱۲ می‌باشد.

در ۱ آذر ۱۳۹۳ رئیس سازمان صنایع هوایی نیروهای مسلح در پاسخ به سؤال دیگر خبرنگار مشرق در مورد وضعیت ساخت جنگنده قاهر به گفت: آنچه که پیش‌تر رونمایی شده بود، طراحی مفهومی این جنگنده بود و در حال حاضر نیز این طرح ادامه داشته و در حال گذراندن تست‌های آزمایشی خود می‌باشد.
حسین دهقان وزیر پیشین دفاع و پشتیبانی نیروهای مسلح در نشست خبری در مرداد ۹۵ اعلام کرد جنگنده قاهر۳۱۳ در مراحل پایانی ساخت و تولید قرار دارد و در آینده نزدیک عملیاتی می‌شود.
وزیر دفاع ادامه داد: قاهر یک هواپیمای «پشتیبانی نزدیک و یک جنگنده سبک نظامی و آموزشی» است که نمونه‌های کوچکتر آن پیش‌تر ساخته شده و امروز در مراحل پایانی ساخت است.

## جستارها
- جنگنده کوثر
- نیروی هوایی ایران